# Antichrist (album)
Antichrist este cel de-al doilea album de studio al formației Gorgoroth. Albumul este dedicat lui Euronymous. Este ultimul album de studio cu Hat și primul cu Pest și Frost.
Pe coperta spate apare scris The Sin of Satan is the Sign of Gorgoroth.

## Lista pieselor
1. "En stram lukt av kristent blod" (Un miros greu de sânge creștin) - 00:20
2. "Bergtrollets hevn" (Răzbunarea trolului de munte) - 03:51
3. "Gorgoroth" - 06:05
4. "Possessed (By Satan)" - 04:50
5. "Heavens Fall" - 03:41
6. "Sorg" (Tristețe) - 06:12

## Personal
- Infernus - chitară, chitară bas
- Hat - vocal (piesele 2, 3 și 6)
- Pest - vocal (piesele 4 și 5)
- Frost - baterie